# بيلي جينينغز (لاعب كرة قدم)
بيلي جينينغز (بالإنجليزية: Billy Jennings)‏ (25 فبراير 1893 في المملكة المتحدة - 1968) هو مدرب كرة قدم ولاعب كرة قدم بريطاني (وحمل سابقاً جنسية المملكة المتحدة لبريطانيا العظمى وأيرلندا) في مركز نصف الجناح. شارك مع منتخب ويلز لكرة القدم. أما مع النوادي، فقد لعب مع بولتون واندررز ونادي باري تاون يونايتد.

## وصلات خارجية
- بيلي جينينغز على موقع قاعدة بيانات كرة القدم.إي يو (الإنجليزية)
- بيلي جينينغز على موقع ناشيونال فوتبول تيمز (الإنجليزية)